# Laemonema longipes
Laemonema longipes är en fiskart som beskrevs av Schmidt, 1938. Laemonema longipes ingår i släktet Laemonema och familjen Moridae. Inga underarter finns listade i Catalogue of Life.